# Serge Obolensky
Pour les articles homonymes, voir Obolensky.
Serge (Sergei) Platonovitch Obolensky, né le 3 novembre 1890 à Tsarskoie Selo et décédé le 29 novembre 1978 à Grosse Pointe Farms (Michigan), est un prince d'origine russe, engagé dans les services spéciaux américains pendant la Seconde Guerre mondiale et qui a combattu aux côtés de la Résistance intérieure française.

## Famille
Serge Obolensky, 5e prince Obolensky-Neledinsky-Meletsky, est le fils du général prince Platon Obolensky et de Maria Narychkina. Il épouse en premières noces à Yalta le 6 octobre 1916 une fille du tsar Alexandre II, la princesse Catherine Alexandrovna Yourievska (1878-1959), dont il divorce en 1924, sans descendance. Il se remarie la même année à Londres avec Ava Astor, fille de John Jacob Astor IV et d'Ava Lowle Willing, avec qui il a deux enfants et dont il divorce en 1932. En 1971, à 80 ans, il épouse en troisièmes noces Marilyn Fraser-Wall, âgée de 42 ans, de Grosse Pointe Farms, fille d'un industriel de Detroit, sans descendance.
Ses deux enfants sont Ivan Sergeyevich Obolensky (en), 6e prince Obolensky, et Sylvia Obolenskaia dont le premier mari a été Jean-Louis Ganshof van der Meersch (Saint-Gilles (Bruxelles), 1924 - Lacanau, 1982) et le second Azamat Kadir Giray, prince de Crimée, descendant de Gengis Khan.
Serge Obolensky est le cousin de la princesse Véra Obolensky (1911-1944), élevée en France, Résistante française pendant la Seconde Guerre mondiale dans l'Organisation civile et militaire (OCM), membre des Forces Françaises libres, fondatrice de l'Union des patriotes russes, guillotinée à la prison de Plötzensee à Berlin en 1944. Son mari, le prince Nicolas Obolensky, a été sous-lieutenant à la 3e Compagnie du 1er Bataillon du 1er R.M.V.E. Il a été  blessé le 14 juin à Sainte-Menehould, Il a été lieutenant FFI et déporté, et, après la guerre, secrétaire du conseil paroissial de la cathédrale Saint-Alexandre-Nevsky de Paris.

## Biographie
Serge Obolensky reçoit une éducation très soignée en Russie et à Oxford. Il combat dans l'armée russe pendant la Première Guerre mondiale puis dans l'Armée Blanche pendant la Guerre civile russe. En 1924, il figure sur une liste de membres de la Loge martiniste Petrograd. Il s'installe aux États-Unis et en obtient la nationalité. Pendant la Seconde Guerre mondiale, il s'engage dans les troupes parachutistes américaines, avec le grade de lieutenant-colonel. Il fait son premier saut en parachute en 1943, à 53 ans, et est affecté à l'Office of Strategic Services (OSS).

### Mission Bathtub II[5]
Le 13 septembre 1943, le colonel Obolensky est parachuté en Sardaigne avec une équipe restreinte d'officiers et d'interprètes, avec la mission de passer des messages secrets au général Antonio Basso, commandant l'armée italienne en Sardaigne, et à l'état-major du roi d'Italie. Sa mission accomplie, il rejoint Alger le 6 octobre.

### Mission Donald
Un commando OSS de 30 hommes dont 5 officiers, sous le commandement du lieutenant-colonel Obolensky, est constitué en Angleterre, sous le nom de Groupe Donald, au début d'août 1944. La 3e armée des États-Unis du général Patton a commencé sa progression vers le port de Brest et libère Saint-Brieuc le 6 août. La mission de Donald est d'empêcher la destruction par les Allemands du viaduc de Pont-ar-Roz, sur le fleuve côtier la Pazé, important ouvrage ferroviaire de la ligne de Saint-Brieuc à Brest. Le parachutage du groupe est organisé pour la nuit du 6 août.
Au départ, le premier avion a un problème de train et est immobilisé. Le deuxième ne trouve pas le site du parachutage et doit faire demi-tour. Le troisième peut effectuer son largage, dans un champ près de Guimiliau (Finistère). Seuls arrivent ainsi 10 hommes, commandés par li lieutenant H.R. Kern. Le lieutenant colonel Obolensky ne peut diriger l'opération au sol et se retrouve ainsi libre pour une autre mission, celle du groupe Patrick. Malgré la faiblesse de l'effectif, le viaduc peut être sauvé, avec l'aide des résistants locaux et du Jedburgh Hilary. Le périmètre de surveillance est élargi et une centaine d'Allemands sont faits prisonniers. Après l'arrivée de la 3e armée, le groupe regagne l'Angleterre.
Une plaque commémorative au hameau de Ker-Izela indique : Ici se rassemblèrent en août 1944 des parachutistes alliés et des résistants français qui assurèrent la sauvegarde du viaduc de Pont-Ar-Roz jusqu'à l'arrivée des éléments de la 3e armée du général Patton.

### Mission Patrick
Le commando Patrick, comprenant 25 parachutistes américains sous les ordres du colonel Obolensky, est largué avec ses armes par cinq Liberators dans les nuits des 14 au 16 août 1944 à Mouhet, proche du barrage d'Éguzon, tenu par les Allemands et qui représente un enjeu stratégique important. Le commando doit apporter son soutien au Jedburgh Hugh déjà en place pour aider la Résistance à reprendre le barrage sans que les installations soient sabotées par les Occupants. Le commando est réceptionné par un maquis du colonel Roland Despains qui commande la Résistance autour du barrage, soit 200 maquisards environ. Des escarmouches ont lieu pendant les nuits suivantes. Les deux colonels mettent au point le plan d'un assaut qui doit être lancé le 18 au matin. À l'aube du 19, les Allemands évacuent le barrage et se regroupent en défense à proximité. Ils reçoivent l'appui d'une colonne fortement armée venue de Châteauroux pour soutenir leur retraite. Devant l'importance des forces adverses, et le barrage étant sauvé, les deux colonels décident de ne pas livrer combat et de sécuriser le barrage et la région environnante pour empêcher un retour de l'ennemi. Le 19 août à Éguzon, le colonel Obolensky et ses hommes fêtent avec la population la libération de la ville.
Dans la nuit du 23 au 24 août, un Douglas C47 se pose sur l'aéroport du Blanc, apportant à Serge Obolensky les armes, mitrailleuses lourdes Vickers, mortiers lourds de 3 pouces et leurs munitions, qu'il a demandées pour pouvoir assurer une bonne protection du barrage sur ses alentours et en défense statique.
Le 27 août, le groupe Obolensky défile à Argenton-sur-Creuse. La ville s'est pavoisée aux couleurs américaines et les enfants des écoles chantent l'hymne national américain. Le maire Dupuis et le vice-président du CDL Henriet prononcent des discours de remerciement devant la population en liesse. Le lendemain 28, Serge Obolensky et son commando défilent à Châteauroux. La cérémonie est interrompue car des messages annoncent que la colonne du général Elster, faisant retraite du sud-ouest de la France vers l'Allemagne, commence à traverser l'Indre.
Le commando Patrick se déplace vers le secteur du Blanc pour renforcer la Résistance. Dans la nuit du 29 au 30 août, il monte avec les maquisards FTP de Roland Despains une embuscade sur la route départementale no 6 entre Tournon-Saint-Martin et Lureuil, près de ce dernier village. Une avant-garde allemande se présente. Après de longs échanges de tirs, connus sous le nom de verrou de Lureuil, les Américains et les Français doivent se replier et regagnent leur base d'Éguzon, sans avoir subi de pertes. Les deux sonnettes de l'embuscade, composées chacune d'un Américain et de deux Français, ont été oubliées dans l'ordre de repli mais peuvent regagner indemnes leur base.
Dans la journée du 30, Serge Obolensky reçoit de Londres l'ordre de quitter la défense du barrage d'Éguzon et de se mettre à la disposition de la Résistance départementale.
Il rejoint aussitôt à Lureuil une autre embuscade préparée par le maquis Guy de Brécey, composé d'une quarantaine d'hommes commandés par le lieutenant Marcel Beauvais, contre l'avant-garde de deux divisions allemandes. Serge Obolensky envoie un ultimatum demandant aux Allemands de se rendre, ultimatum qui est rejeté. Un combat commence à minuit, connu sous l'appellation d'engagement de Pazerieux. En infériorité numérique et d'armement, les Résistants et le commando se replient après près de deux heures de combat, ayant perdu deux résistants, tandis que les Allemands ont apparemment un nombre important de morts, quelquefois estimé à près de 80 mais sans certitude.
Le commando continue ses harcèlements dans les jours qui suivent. Serge Obolensky se positionne au château de Verneuil-sur-Indre. Il y est rejoint le 6 septembre par le groupe OSS Percy Red dont le commandement lui est confié.
Le 12 septembre, Serge Obolensky participe au milieu des autorités françaises aux cérémonies de libération du Blanc.
Après la reddition de la colonne Elster, le groupe Patrick est rappelé en Angleterre. Il part du Blanc le 13 septembre. Au passage, le Douglas C47 se pose sur l'aéroport de Déols. En quelques instants, des membres du commando qui ont sécurisé la piste rejoignent l'avion qui repart aussitôt, sous les yeux médusés des quelques Allemands qui occupent encore l'aéroport. À son retour en Angleterre, le commando est dissous et ses hommes sont affectés dans diverses unités.

### Après la guerre
Après la guerre, retourné aux États-Unis, Serge Obolensky crée en 1947 une société de relations publiques puis une maison d'édition, et écrit ses mémoires. Il s'occupe des intérêts de la famille Astor et est nommé en 1958 vice-président du groupe Hilton. Décédé à l'âge de 88 ans, il repose avec sa troisième épouse au Holy Sepulchre Catholic Cemetery de Southfield (Michigan). Ses importantes collections russes et américaines ont été dispersées en 2008 après la mort de son épouse.

## Œuvre
- One Man in His Time, The Memoirs of Serge Obolensky, 483 p., McDowell & Obolensy Inc., New-York, 1958  (ISBN 9781258154578).

## Sources
- (en) Article Serge Obolensky dans Wikipedia en anglais
- (en) "Serge Obolensky Dead", Time Magazine, 1978, article 0.9171.916459
- Jean-Luc Anglès, La bataille de Pazereux, 60e anniversaire de la bataille (28-29-30 août 1944), Conseil général de l'Indre, 2004
- Michel Berrier, "Le groupe Guy de Brécey et l'engagement de Pazereux", in La Seconde Guerre mondiale en Pays Blancois, numéro spécial, Au fil du temps, revue des amis du Blanc et de sa région, 321 p., novembre 2009, p. 232 et suivantes  (ISSN 2107-4054)
- Marcel Beauvais, récit sur l'engagement de Pazérieux, La Nouvelle République, 24 août 1985
- Patrick Grosjean, "André Félix Aude, dans la commanderie de Lureuil", avril 2012, en ligne
- Daniel Paquet, dans Jean-Paul Thibaudeau, "Le barrage d'Éguzon, enjeu stratégique, 1941-1944", p. 57-84, Bulletin de l'ASPHARESD, no 19, 2005  (ISSN 0769-3885)
- Daniel Paquet, Ma Résistance, p. 58-59 et 139-152, Points d'Æncrage et Cercle d'Histoire d'Argentonb, 215 p., Éguzon, 2016  (ISBN 2-911853-23-7).
- Jean-Paul Gires, Le commando OSS américain du prince Obolensky et la Résistance en Berry, Alice Lyner, 173 p. 2020  (ISBN 978-2-918352-94-5).
- (en) John W. Shawer, "Operational Group-Patrick", chapitre 6, p. 57-66, in Office of the Strategic Service, Operational Groups in France During World War II, July-October 1944, Master of Military Art and Science, Faculty of the US Army, Fort Leavenworth, Kansas, 1973.